# (24247) 1999 XD105
1999 أكس دي 105 (ويعرف أيضًا باسم (24247) 1999 أكس دي 105 وفق تسمية الكوكب الصغير) (بالإنجليزية: 1999 XD105)‏ هو كويكب ضمن حزام الكويكبات؛ وترتيبه 24247 من حيث الاكتشاف.
اكتُشف هذا الجُرم الفلكي بواسطة Charles W. Juels ‏ في 9 ديسمبر 1999.

## وصلات خارجية
- (24247) 1999 XD105 في قاعدة بيانات مختبر الدفع النفاث لأجرام النظام الشمسي الصغيرة

- الاكتشاف · مخطط المدار ·  العناصر المدارية · المعلمات المادية

- (24247) 1999 XD105 على موقع ويكي سكاي: DSS2, SDSS, GALEX, IRAS, Hydrogen α, X-Ray, Astrophoto, Sky Map, Articles and images